# James Allen (autocoureur)
James Allen (Perth, 4 juli 1996) is een Australisch autocoureur. In 2023 werd hij kampioen in de LMP2-klasse van de European Le Mans Series.

## Carrière

### Formuleracing
Allen begon zijn autosportcarrière in het formuleracing in 2013 in de Formule BMW Talent Cup, waarin hij vijfde werd. In 2014 stapte hij over naar de Formule Renault 2.0, waarin hij aan zowel de Formule Renault 2.0 Alps als de Eurocup Formule Renault 2.0 voor ARTA Engineering reed. In de Alps behaalde hij twee kampioenschapspunten met een tiende plaats op de Red Bull Ring, waardoor hij op plaats 23 in het klassement eindigde. In de Eurocup waren twee zeventiende plaatsen op het Circuit Paul Ricard en het Circuito Permanente de Jerez zijn beste resultaten en werd zo puntloos 27e in de eindstand.
In 2015 bleef Allen bij ARTA in beide Formule Renault 2.0-kampioenschappen rijden. In de Alps was een vierde plaats op het Autodromo Nazionale Monza zijn beste resultaat, waardoor hij met 48 punten als elfde eindigde. In de Eurocup behaalde hij met een vijfde plaats op het Motorland Aragón zijn enige top 10-finish, waardoor hij met 10 punten zeventiende in het klassement werd.
In 2016 bleef Allen actief in de Eurocup Formule Renault 2.0, maar stapte hij hierin over naar JD Motorsport. Voor dit team maakte hij ook zijn debuut in de Formule Renault 2.0 NEC. In de Eurocup was een vijfde plaats op het Circuit de Spa-Francorchamps zijn beste resultaat, waardoor hij met 11 punten wederom zeventiende in het kampioenschap werd. In de NEC behaalde hij op Spa een podiumfinish, voordat hij in de seizoensfinale op de Hockenheimring Baden-Württemberg zijn eerste race in het formuleracing won. Met 177 punten werd hij zevende in de eindstand.

### Endurance

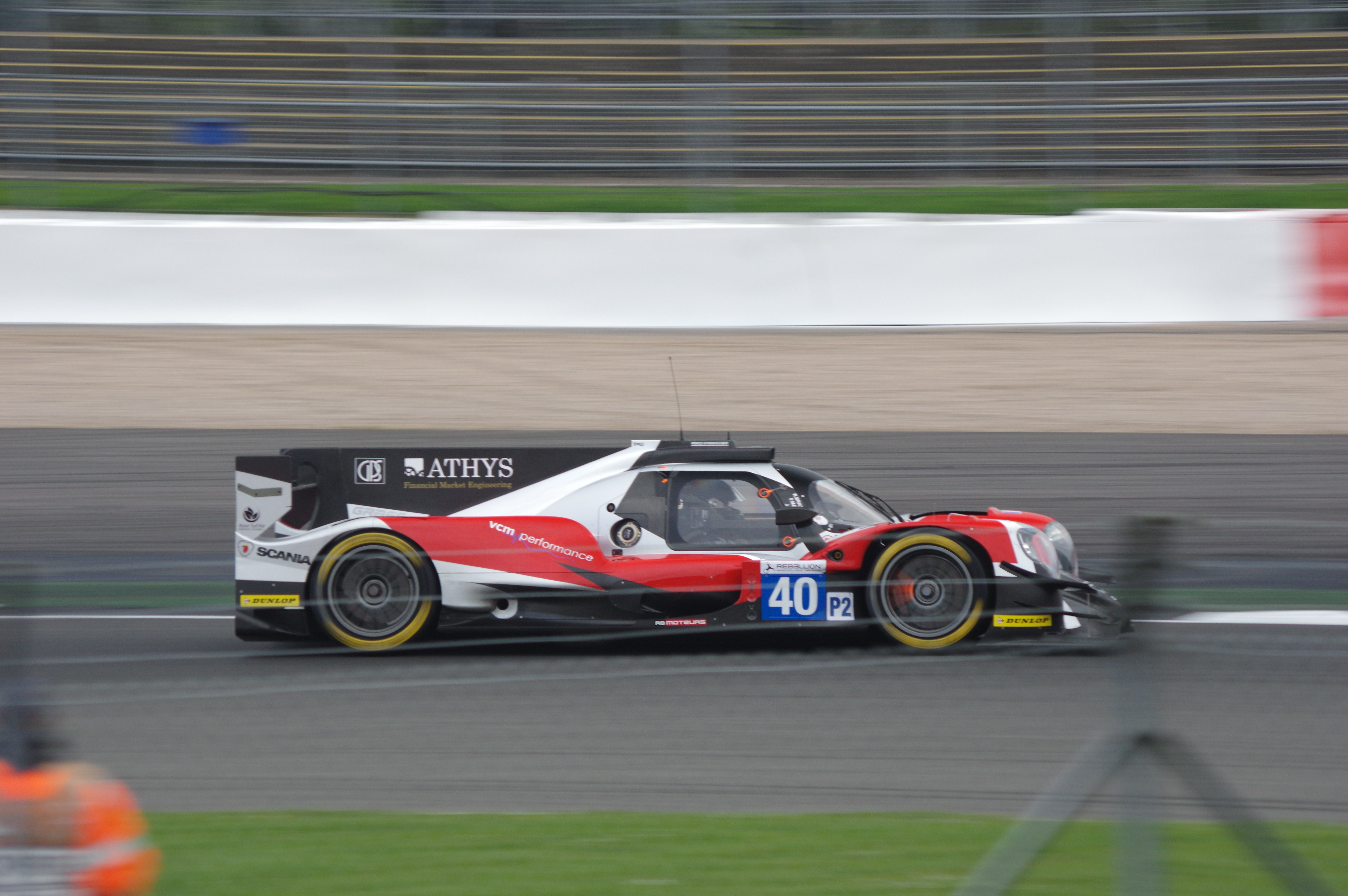
James Allen op Silverstone in 2017.

In 2017 verliet Allen het formuleracing en stapte hij over naar de enduranceracerij. Hij nam voor Graff Racing deel aan de LMP2-klasse van de European Le Mans Series (ELMS). Richard Bradley was dat jaar zijn vaste teamgenoot, terwijl Franck Matelli en Gustavo Yacamán achtereenvolgens de derde coureurs waren. Hij behaalde twee overwinningen op Spa en het Autódromo Internacional do Algarve, waardoor hij met 86 punten derde werd. Tevens debuteerde hij dat jaar in de 24 uur van Le Mans en werd hier samen met Bradley en Matelli zesde in de LMP2-klasse.
In 2018 werd de auto van Allen bij Graff ingeschreven onder de naam G-Drive Racing. Hij was dat jaar de enige vaste coureur in deze auto. Hij kende een lastig seizoen, waarin een zesde plaats op Paul Ricard zijn beste resultaat was. Met 15,25 punten werd hij vijftiende in de eindstand. In de 24 uur van Le Mans reed hij samen met José Gutiérrez en Enzo Guibbert, maar haalde hierin de finish niet. Ook reed hij dat jaar in twee races van de LMP1-klasse van het FIA World Endurance Championship (WEC) bij DragonSpeed, waar hij de auto met Ben Hanley en Renger van der Zande deelde. In de 6 uur van Fuji moest hij uitvallen, maar in de 6 uur van Shanghai behaalde hij een zesde plaats.
In 2019 reed Allen ook in de ELMS bij DragonSpeed, waar hij de auto met Hanley en Henrik Hedman deelde. Hij won de race op Paul Ricard, maar stond in de rest van het seizoen niet meer op het podium. Met 48 punten werd hij zevende in de eindstand. Dat jaar debuteerde hij tevens in de 24 uur van Daytona, maar hij kwam hierin niet aan de finish. Verder reed hij in een weekend van de TCR Australia Touring Car Series voor Ashley Seward Motorsport in het laatste raceweekend op The Bend Motorsport Park, waarin een twaalfde plaats zijn beste resultaat was.
In 2020 keerde Allen in de ELMS terug bij Graff, waar hij de auto met Alexandre Cougnaud en Thomas Laurent deelde. Hij behaalde twee podiumplaatsen op Spa en Paul Ricard en werd zo met 43 punten zesde in de einduitslag. In de 24 uur van Le Mans reed hij samen met Vincent Capillaire en Charles Milesi, maar met minder dan een uur te gaan crashte hij uit de race.
In 2021 reed Allen voor Panis Racing in de ELMS en deelde hier de auto met Julien Canal en Will Stevens. Hij miste de seizoensopener op het Circuit de Barcelona-Catalunya vanwege een COVID-19-besmetting en werd hierin door Gabriel Aubry vervangen. In de rest van het seizoen behaalde hij een zege op Monza en een podiumfinish op Spa, waardoor hij met 56,5 punten zesde in de eindstand werd. In de 24 uur van Le Mans werd hij met Canal en Stevens derde in de LMP2-klasse.
In 2022 reed Allen een dubbel programma in de ELMS en het WEC voor het team Algarve Pro Racing, dat binnen de LMP2-klasse uitkwam in de Pro-Am Cup. In de ELMS deelde hij de auto met John Falb en Alex Peroni. Hij behaalde drie podiumfinishes in Monza, Barcelona en Spa en werd zo met 59 punten zesde in de Pro-Am Cup. In het WEC deelde hij de auto met René Binder en Steven Thomas. Hier won hij twee races in de 24 uur van Le Mans en de 6 uur van Monza. In alle andere races eindigde hij op het podium. Met 154 punten werd hij, achter de inschrijving van Nicklas Nielsen, François Perrodo en Alessio Rovera, tweede in het klassement.
In 2023 begon Allen het seizoen in de 24 uur van Daytona, waarin hij met Gianmaria Bruni, Francesco Pizzi en Fred Poordad voor Proton Competition reed. In de laatste ronde van de race wist hij de zege in de LMP2-klasse te behalen door de auto die tot dan toe aan de leiding lag met 0,016 seconden verschil voor te blijven. Vervolgens kwam hij uit in de Asian Le Mans Series bij Algarve Pro Racing, waar hij de auto met Falb en Kyffin Simpson deelde. Hij won de seizoensopener op het Dubai Autodrome en werd met 51 punten derde in de eindstand. Hierna keerde hij terug in de ELMS, waar hij met Simpson en Alex Lynn voor Algarve Pro Racing bleef rijden. Hij behaalde overwinningen op Paul Ricard en Spa en behaalde hiernaast twee podiumplaatsen op Portimão en een op het Motorland Aragón. Met 113 punten werd hij gekroond tot kampioen in de klasse. Verder won hij, samen met Colin Braun en George Kurtz, de 24 uur van Le Mans in de Pro-Am Cup.